# فيلد (بيئة)

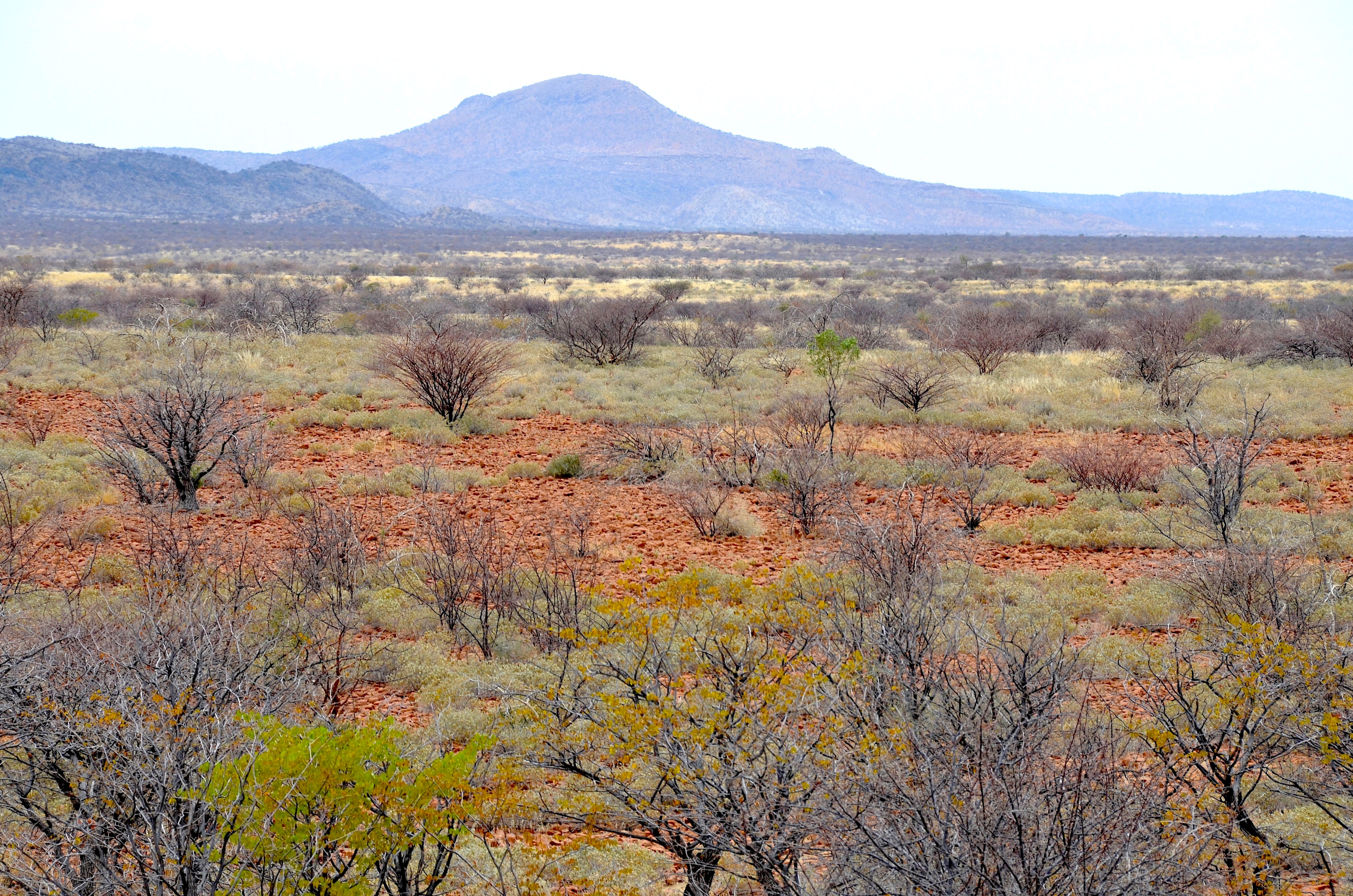
بيئة فيلد مثالية بالقرب من غابة متحجرة في ناميبيا.

الفيلد (بالأفريكانية:Veld or veldt) هي نوع من المناطق الطبيعية الريفية الواسعة في جنوب أفريقيا. وعلى وجه الخصوص، فهي منطقة مسطحة مغطاة بالعشب أو بالأشجار القمئية لا سيما في بلدان جنوب أفريقيا وليسوتو وسوازيلاند وزيمبابوي وبوتسوانا. تم تحديد منطقة بيئية معينة شبه استوائية في جنوب إفريقيا رسمياً باسم البوشفيلد Bushveld من قبل الصندوق العالمي للطبيعة. تتواجد الأشجار في أماكن قليلة فقط لأن عوامل الصقيع والنار والحيوانات الرعوية تسمح للحشائش بالنمو ولكن تمنع نمو الأشجار.